# الرحمانية (المنيا)
قرية الرحمانية هي إحدى القرى التابعة لمركز دير مواس بمحافظة المنيا في جمهورية مصر العربية. حسب إحصاءات سنة 2006، بلغ إجمالي السكان في الرحمانية 10609 نسمة، منهم 5363 رجلا و5246 امرأة.